# Калининский (Северная Осетия)
Кали́нинский (кум. Копуравуз, осет. Калининскæй) — посёлок в Моздокском районе Республики Северная Осетия — Алания. Административный центр муниципального образования «Калининское сельское поселение».

## География
Посёлок Калининский расположен на правом берегу реки Терек, в восточной части Моздокского района. Находится в 1 км к юго-востоку от районного центра Моздок и в 92 км к северу от города Владикавказ.
Граничит с землями населённых пунктов: Терская на северо-востоке и Киевское на западе. На противоположном берегу реки Терек расположен город Моздок.
Населённый пункт расположен на притеречной равнине и размещён в низине долины реки Терек. Средние высоты на территории села составляют около 130 метров над уровнем моря.
К западу от посёлка большая часть побережья реки Терек покрыта густыми приречными лесами, затрудняющими подход к реке. К востоку от посёлка большая часть леса вырублено. Почвы в основном аллювиальные.
Гидрографическая сеть представлена в основном рекой Терек. На юге муниципального образования проходит Надтеречный канал.
Климат влажный умеренный. Среднегодовая температура воздуха составляет около +10,7°С и колеблется в среднем от +23,5°С в июле, до −2,5°С в январе. Среднегодовое количество осадков составляет около 530 мм. Основное количество осадков выпадает в период с мая по июль. В конце лета часты суховеи, дующие с территории Прикаспийской низменности.

## История
Выше паромной переправы через Терек, напротив современного села Киевское, ранее существовал аул Батрас, отмеченный на карте-чертеже 1866 года заказанного князём Бековичем-Черкасским для межевания своей земли.
После строительства моста через Терек, на его правом берегу для охраны и сопровождения обозов по новому участку дороги на Владикавказ, образовалось небольшое поселение Копуравуз. В начале XX века при продаже и арендовании земель малокабардинских князей Бекович-Черкасских, на берега Терека в районе Моздока потянулись в поисках лучшей доли многие семьи из центральных губерний Российской империи.
В 1905 году переселенцами из Воронежской и Харьковской губерний у моста связывающего город Моздок с противоположным берегом реки Терек, был основан хутор Предмостный. Который позже в советское время, был переименован в посёлок Калининский.
Во время Великой Отечественной войны, хутор сильно пострадал при наступлении немецких войск на Малгобек и месторождения нефти в его окрестностях.
В 1944 году вместе с городом Моздок и его окрестностями, посёлок был передан в состав Северо-Осетинской АССР.
В 1974 году правительство республики приняло решение об организации на территории поселка овощеводческого совхоза «Рассвет». Что способствовало росту экономического потенциала посёлка.
23 июня 2002 года посёлок Калининский сильно пострадал от наводнения, которое разрушило 110 домов и смыло 3 улицы. Уже осенью того же года на федеральные средства были построены коттеджи для пострадавших, а позже и новая школа.

## Население
| 2002  | 2010  | 2011  | 2012  | 2013  | 2014  | 2015  |
| ----- | ----- | ----- | ----- | ----- | ----- | ----- |
| 1873  | ↗1964 | →1964 | ↗2024 | ↗2074 | ↗2100 | ↗2132 |
| 2016  | 2017  | 2018  | 2019  | 2020  | 2021  | 2023  |
| ↗2175 | ↗2202 | ↗2232 | ↗2233 | ↗2255 | ↘2011 | ↘1997 |
| 2024  | 2025  |       |       |       |       |       |
| ↗2010 | ↗2013 |       |       |       |       |       |

Плотность — 42.29 чел./км².
Национальный состав
По данным Всероссийской переписи населения 2021 года:
| Народ   | Численность, чел. | Доля от всего населения, % |
| ------- | ----------------- | -------------------------- |
| кумыки  | 935               | 46,49 %                    |
| турки   | 724               | 36,00 %                    |
| русские | 237               | 11,79 %                    |
| чеченцы | 34                | 1,69 %                     |
| осетины | 25                | 1,24 %                     |
| другие  | 56                | 2,78 %                     |
| всего   | 2011              | 100 %                      |

## Образование
- Средняя общеобразовательная школа — ул. Победы, 30.
- Дошкольное учреждение Детский сад № 21 — ул. Подгорная, 48.

## Здравоохранение
- Фельдшерско-акушерский пункт — ул. Береговая, 46.

## Улицы
Улицы
| Андропова |
| Береговая |
| Восточная |
| Жукова    |
| Крайняя   |
| Мира      |

| Моздокская |
| Мостовая   |
| Надтереная |
| Плиева     |
| Победы     |

| Подгорная |
| Полевая   |
| Садовая   |
| Советская |
| Сталина   |

Переулки
| Мостовой |

| Речной |

| Теречный |